# Orticaria
L'orticaria è una dermatosi infiammatoria pruriginosa caratterizzata dall'improvvisa comparsa di pomfi associati o meno ad angioedema.

## Storia
Questa patologia era già nota ad Ippocrate. Il termine orticaria fu coniato nel Settecento da Cullen e Bateman in quanto le lesioni caratteristiche risultavano simili a quelle provocate dalle punture di ortica.

## Epidemiologia
Si stima che il 15-20% della popolazione generale presenterà almeno un episodio di orticaria nel corso della vita. La prevalenza dell'orticaria cronica è stimata allo 0,6-1,8%. Il picco di incidenza dell'orticaria cronica spontanea si colloca tra i 20 e i 60 anni ed è più frequente nel sesso femminile (rapporto F/M: 3/2), quello dell'orticaria acuta spontanea si verifica nell'età infantile  Le forme croniche rappresentano circa il 25% del totale. Non sono state riscontrate significative differenze tra le varie etnie.
L'orticaria cronica si associa alle tiroiditi autoimmuni, in particolare nei pazienti che presentano autoanticorpi circolanti , alle infezioni virali del tratto respiratorio superiore, da Helicobacter pylori da elminti, queste ultime in particolare nei paesi in via di sviluppo e sottosviluppati, ad un aumentato rischio di cancro, in particolare neoplasie ematologiche.
HLA-DR4 è associato all'orticaria spontanea cronica.

## Eziologia
La causa più frequente di un'orticaria è l'allergia alimentare ad uno o più epitopi proteici contenuti in cibi allergizzanti.
Altre cause sono i graffi di animali, le punture di insetto, medicinali, temperature rigide, infezioni virali del tratto respiratorio superiore, infezioni da echinococco (riscontrabile negli animali) e trasmissibili all'uomo, pollini.

## Patogenesi
L'orticaria acuta è causata dalla degranulazione dei mastociti e dei basofili con conseguente rilascio di istamina e altri mediatori. Questo processo può essere scatenato da cause immunologiche e non immunologiche.
Tra le cause immunologiche più comuni vi sono il legame di un allergene esogeno o di autoanticorpi IgG1 e IgG3 anti-IgE con le IgE legate alla membrana dei mastociti. Tra le cause non immunologiche si annoverano i PAMP, il sistema del complemento tramite C5a, oppioidi e altri farmaci, neuropeptidi, veleni, mezzi di contrasto, alimenti e citochine pro-infiammatorie. Gli autoanticorpi anti-IgE sembrano giocare un ruolo importante soprattutto nell'orticaria spontanea cronica.
Il rilascio di istamina e di altri mediatori come prostaglandine e PAF dai mastociti determina un aumento transitorio della permeabilità dei vasi del derma e dell'ipoderma con conseguente fuoruscita del plasma negli spazi interstiziali e formazione dei caratteristici pomfi o di angioedema. Il meccanismo è mediato dal legame dell'istamina con i recettori H1 e H2 delle cellule endoteliali. I basofili sembra che siano maggiormente implicati nel mantenimento dell'eruzione pomfoide. Citochine pro-infiammatorie come TNF-α, IL-6 e IL-8, agendo sull'endotelio, aumento l'espressione di molecole di adesione che a loro volta facilitano il reclutamento di neutrofili ed eosinofili. I mastociti rilasciano anche triptasi che è in grado di determinare degranulazione mastocitaria e attivazione della via alternativa del complemento tramite clivaggio di C3.

## Classificazione
In base alla durata l'orticaria può essere classificata come:
- acuta, se di durata inferiore alle 6 settimane
- cronica, se di durata superiore alle 6 settimane

Si utilizzano frequentemente i termini clinici di orticaria acuta intermittente o cronica intermittente qualora abbia presentazione episodica.
- spontanea, precedentemente nota come idiopatica
- inducibile, comprende le orticarie da contatto, da pressione, da freddo e colinergica

## Clinica
Tutti i vari tipi sono caratterizzate dalla comparsa di piccole macchie sulla pelle, chiamati pomfi, spesso insieme all'orticaria nella stessa persona si manifesta anche l'angioedema.
Non esiste una zona di cute preferenzialmente coinvolta nella patologia. A seconda della durata delle lesioni si parla di orticaria acuta, se scompaiono entro sei settimane, altrimenti si parla di orticaria cronica.
I sintomi e i segni clinici presentano una diversità di espressioni quali la comparsa di pomfi rossi pruriginosi sulla cute, piccole lesioni con bordi spessi che possono anche unirsi.

## Diagnosi
Prima di tutto serve un'accurata anamnesi per assicurarsi il motivo per cui la persona possa essere affetta da tale malattia (cibi che ha ingerito, farmaci che ha assunto, ecc).
In seguito occorrono esami di laboratorio approfonditi fra cui la VES e la complementemia.
Per casi particolari occorre l'esame della biopsia cutanea.

## Terapia
I pazienti affetti da orticaria dovrebbero ridurre o evitare fattori aggravanti quali abiti troppo aderenti, sudorazione intensa, stress, assunzione di alcol, acido acetilsalicilico e FANS. Nei casi in cui il fattore scatenante è rappresentato da un additivo alimentare, ne andrebbe evitata l'assunzione.
L'applicazione di emollienti a base di mentolo può fornire un sollievo temporaneo dal prurito. Nel caso in cui la componente infiammatoria sia intensa è preferibile assumere paracetamolo o inibitori selettivi della COX-2.
La terapia di prima linea dell'orticaria è rappresentata dagli antistaminici di seconda generazione.